# AD Barva
La A.D. Barva C.F es un club de fútbol del cantón de Barva en Heredia, y que militó en la Tercera División (Segunda División de Ascenso) del fútbol de Costa Rica.

## Historia
Fue unos de los primeros clubes de terceras divisiones (canchas abiertas) en formarse y se fundó en 1921. El Club El Barveño, como se le llamó en aquel entonces ingresa a la Liga Nacional de Filiales (3.ª. División) en 1962.
Ya en 1974, con el nombre de Club Deportivo Independiente Peñarol del distrito de San Pedro, se convierten en los campeones distritales, cantonales y monarcas de Tercera División (2.ª. División de Ascenso) por Heredia.
Exactamente en horas nocturnas del Jueves 19 de setiembre del mismo año, Barva juega la final de la fase interregional en el Estadio Eladio Rosabal Cordero frente a la A.D. Independiente de Plaza Iglesias, con un marcador final de 5 goles a 4. Incluyendo tiempos suplementarios y penales. Entre tanto San Pablo de Heredia y Caribe F.C de Barrio Mercedes, se disputan el tercero y cuarto lugar.
El Seleccionado Barveño es considerado un digno representante en la octagonal final de 3.ª. División de Costa Rica, frente asociaciones de fútbol como La Uruca F.C, el cual le gana en El Estadio Sanjuaneño de Tibás 4 goles por 2. Posteriormente se elimina con la A.D. Municipal de Pérez Zeledón, Fertica de Puntarenas (actual Liberia Mia), Carrillo de Guanacaste, Santos de Guápiles, El Carmen de Alajuela,y Triángulo de Turrialba.
El coordinador era el señor Francisco González H. Gran promotor distrinal y cantonal del fútbol en Barva.
A nivel cantonal el mayor referente fue su similar Club El Barveño, el cual fusiona y facilita gran cantidad de jugadores para formar el seleccionado mayor y competir por CONAFA.
Su homólogo más fuerte a nivel distrital era El Municipal Rebeldes Barveño que logra el título regional de ACOFA en 1982.
En la temporada 1999-2000, el Independiente Peñarol de San Pedro irrumpe con León XIII de Tibás, A.D. Masis de Escazú y La Florida de Isla Venado en la Segunda Liga Superior Aficionada, ya que un año antes los barveños ganaron el cetro provincial de terceras divisiones de ANAFA.
Los canasteros volvieron a cambiar su nombre al de Asociación Deportiva Barva Club de Fútbol y en el 2012 ingresa a la Liga Nacional de Fútbol Aficionado (LINAFA).
Como dato muy importante jugaron para el C.S. La Libertad, los excelentes jugadores provenientes de la Primera División Barveña. Nelson Díaz y Manrique Salas.

## Uniforme
- Uniforme titular: Camiseta azul y rojo, pantalón azul, medias azules.
- Uniforme alternativo: Camiseta blanca con ribetes negros, pantalón negra, medias blancas.

## Palmarés
Torneos de Liga y Ascenso
- Campeón Nacional de Tercera División Heredia (1): 1974
- Campeón Nacional de Tercera División de Ascenso por ANAFA Heredia (1): 1998